# Wincenty Lesław Wiśniewski

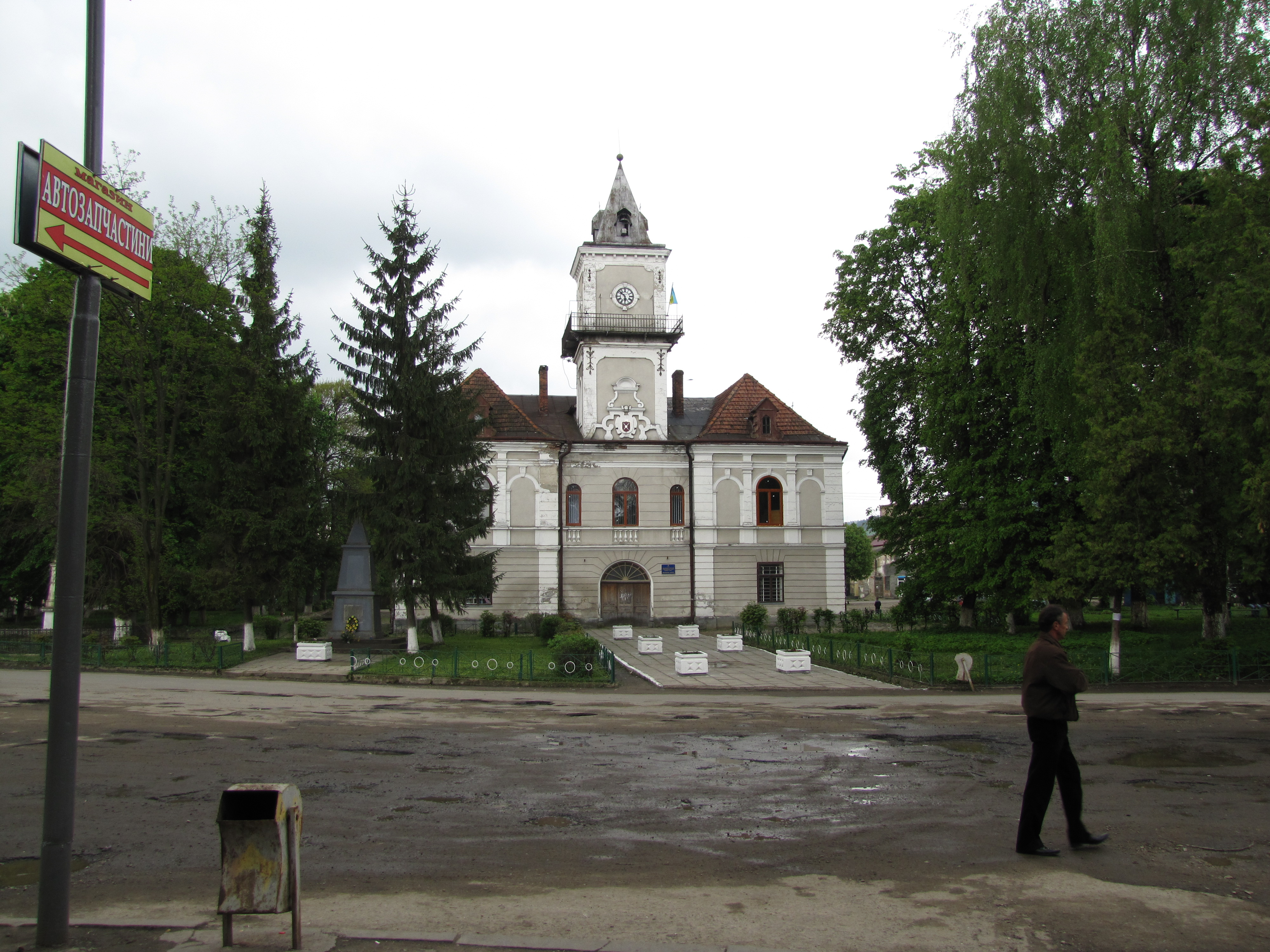
Przedwojenny ratusz w Dobromilu

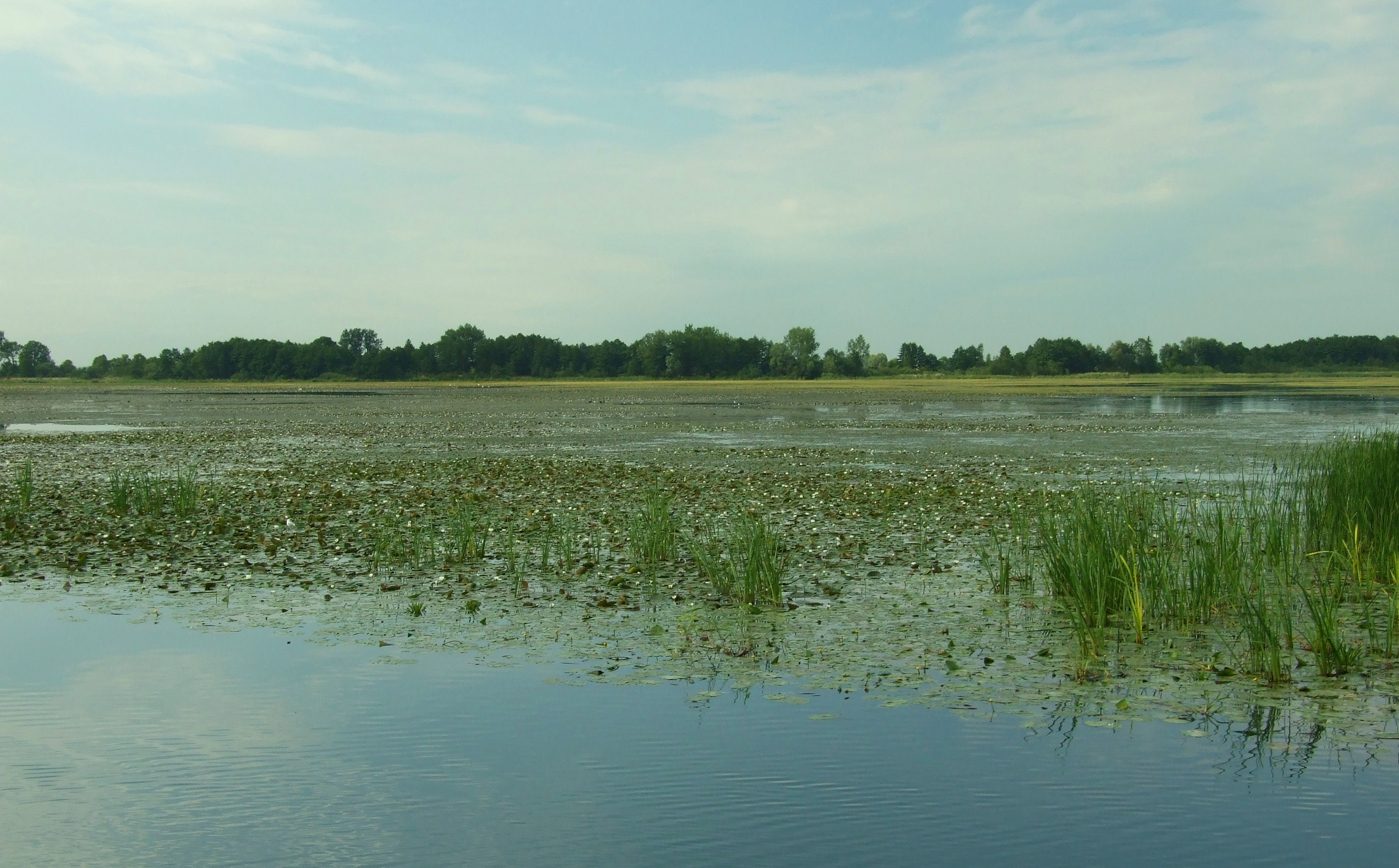
Eutroficzne jezioro Druzno

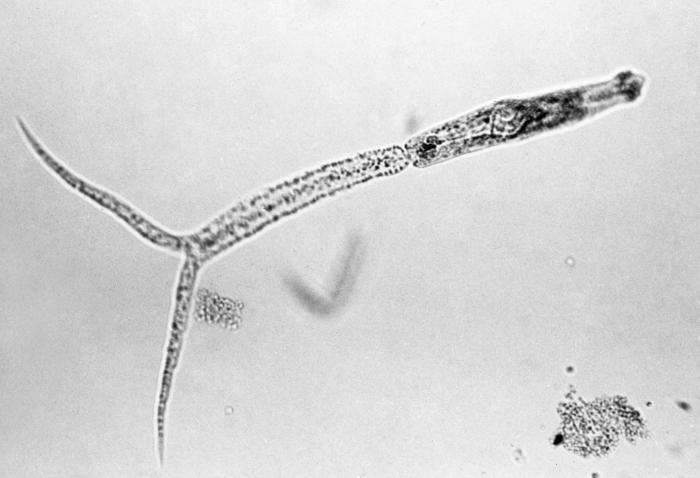
Cerkaria przywry Schistosoma, powiększenie 150 razy

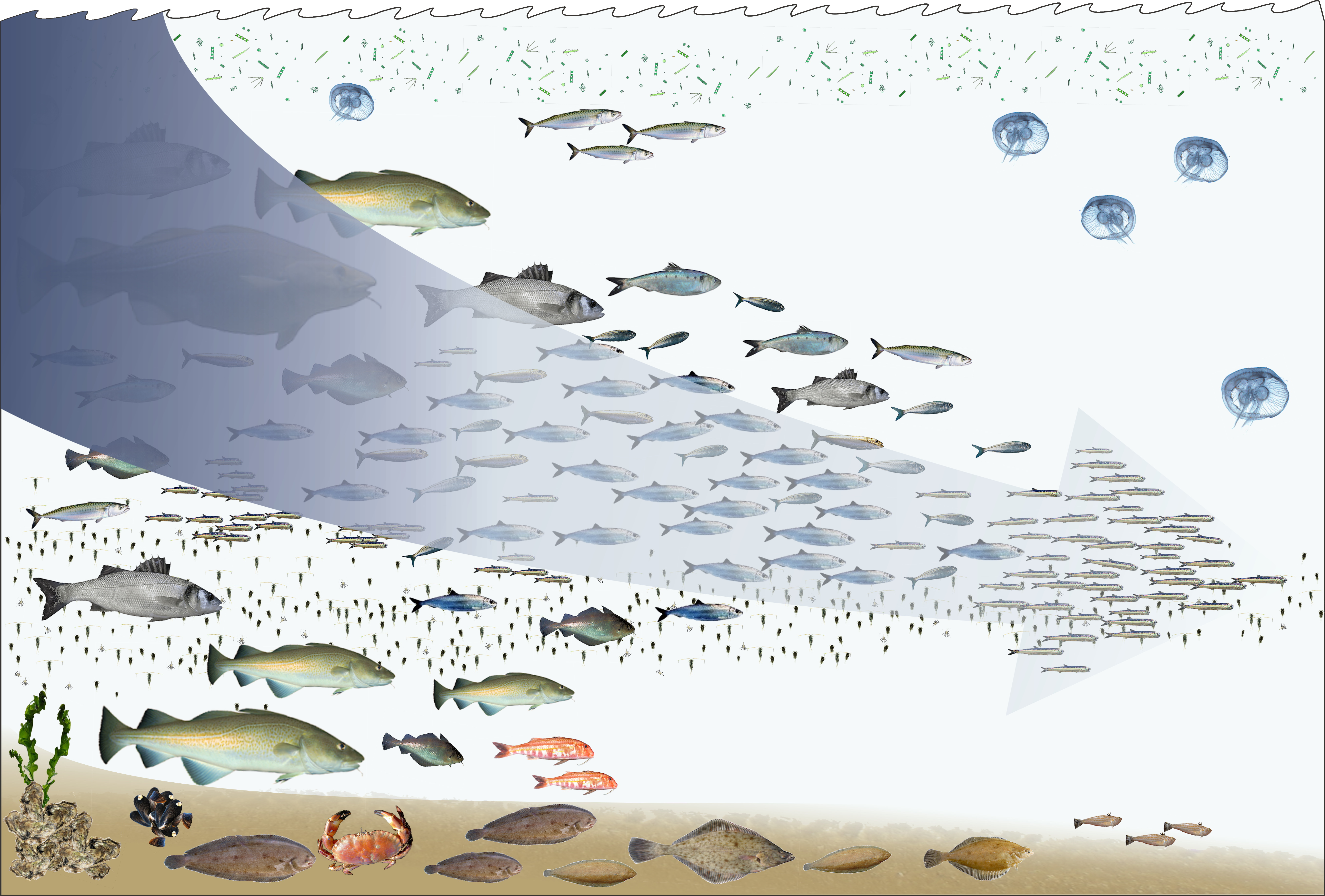
Uproszczony przykład ekosystemu wodnego (w kształtowaniu się równowagi biocenotycznej uczestniczą m.in. pasożyty ryb (zob. też rybactwo śródlądowe)

Wincenty Lesław Wiśniewski (ur. 14 września 1904 w Dobromilu, zm. 24 sierpnia 1958 w Węgorzewie) – polski zoolog, parazytolog, profesor Uniwersytetu Warszawskiego.

## Życiorys

### Dzieciństwo i młodość
Wincenty Lesław Wiśniewski był synem Marii i Karola Wiśniewskich. Jego ojciec był sędzią, a członkami rodziny byli m.in. Leopold Hauser (prawnik, działacz społeczny) i Tadeusz Stanisław Grabowski (historyk literatury i dyplomata). Chodził do szkół powszechnych we Lwowie i w Wiedniu, a do szkół średnich w Białej i we Lwowie. Początkowo zamierzał poświęcić się socjologii – zgodnie z rodzinną tradycją. Jako uczeń gimnazjum czytał Comtea, Spencera, Znanieckiego. Zainteresowania naukami przyrodniczymi rozbudził w nim wuj – Benedykt Fuliński, profesor zoologii na Uniwersytecie Jana Kazimierza i Politechnice Lwowskiej, z którego dziećmi się przyjaźnił. Maturę zdał we Lwowie w roku 1923 w Gimnazjum im. Jordana, po czym rozpoczął studia w Warszawie. Na Uniwersytecie Warszawskim chodził na wykłady humanistyczne i przyrodnicze. Ostatecznie o wyborze kierunku studiów biologicznych zadecydował wpływ prof. Konstantego Janickiego – zoologa, parazytologa i cytologa, którego podziwiał. Studia ukończył w roku 1927.

### Praca przed II wojną światową
Po ukończeniu studiów otrzymał stanowisko asystenta w Katedrze Zoologii i Anatomii na Wydziale Rolniczym (według innych źródeł – w Katedrze Zoologii i Anatomii Porównawczej Zwierząt Domowych na Wydziale Rolniczo-Leśnym) Politechniki Lwowskiej. Prowadził badania fauny pasożytniczej, m.in. w Jugosławii i na Polesiu. 
W roku akademickim 1929/1930 odbył jednoroczną służbę wojskową. Na stopień podporucznika został mianowany ze starszeństwem z 1 stycznia 1933 i 1542. lokatą w korpusie oficerów rezerwy piechoty. W 1934 posiadał przydział w rezerwie do 26 Pułku Piechoty w Gródku Jagiellońskim.
W roku 1930 (lub 1931) uzyskał stopień doktora filozofii w zakresie zoologii na podstawie pracy na temat budowy i rozwoju tasiemca jednoczłonowego Archigetes; obrona pracy doktorskiej odbyła się w Warszawie (na Wydziale Matematyczno-Przyrodniczym UW). W latach 1934–1939 pracował w Katedrze Zoologii Uniwersytetu Warszawskiego jako asystent (według innych źródeł – jako starszy asystent i – od habilitacji w roku 1937 – jako docent).

### Okres II wojny światowej
W czasie II wojny światowej walczył do 5 października 1939 w kampanii wrześniowej pod dowództwem gen. Kleeberga (79 pp); pod Kockiem został wzięty do niewoli, jednak zbiegł. Po kapitulacji Warszawy podjął próbę przedostania się do Francji z zamiarem wstąpienia do powstających tam polskich formacji wojskowych, jednak w styczniu 1940 roku został zatrzymany na granicy polsko-węgierskiej. Był więziony w Skolem, Stryju i Charkowie, a następnie trafił do Archangielska, do obozu pracy przymusowej przy wyrębie lasu („lesopował”). Po zawarciu układu Sikorski–Majski wstąpił do Polskich Sił Zbrojnych pod Taszkentem (do polskiego wojska została też przyjęta Halina Petrynianka, przyszła żona porucznika Wiśniewskiego). Brał udział w walkach PSZ w Persji, Iraku, Palestynie, Egipcie i we Włoszech. W roku 1946 został ewakuowany do Anglii.

### Okres powojenny
Po zakończeniu wojny małżeństwo Wiśniewskich przebywało do roku 1947 w Londynie, a w roku 1947 doc. Wiśniewski wrócił do pracy w Katedrze Zoologii Ogólnej UW. W roku 1948 otrzymał tytuł profesora nadzwyczajnego; pełnił funkcję kierownika Katedry. W kolejnych latach Katedra Zoologii została przekształcona w Katedrę Biologii; jednym z sześciu utworzonych zakładów był Zakład Parazytologii, w którym profesor – kierownik Zakładu – kontynuował pionierskie badania rozpoczęte przed wojną na Polesiu. Prowadził wykłady z zoologii ogólnej. Przez 2 lata był dziekanem Wydziału Biologii i Nauk o Ziemi, który zorganizował. Był także współorganizatorem Komitetu Parazytologii PAN (od 1952 – jego sekretarzem naukowym) i członkiem Towarzystwa Naukowego Warszawskiego. W TNW pełnił m.in. funkcje zastępcy sekretarza generalnego (od listopada 1949) i sekretarza IV Wydziału (od maja 1951). Był aktywnym członkiem Towarzystwa Przyrodników im. Kopernika, w którym pełnił funkcję przewodniczącego Oddziału Warszawskiego. W roku 1956 otrzymał Złoty Krzyż Zasługi za działalność w Towarzystwie Wiedzy Powszechnej.
Organizował liczne studenckie letnie ekspedycje badawcze, w czasie których gromadzono materiały do prac naukowych. Zmarł w wieku 54 lat w Węgorzewie, w czasie jednej z takich terenowych ekspedycji, w czasie badań prowadzonych nad jeziorem Mamry Północne (we wsi Ogonki). Został pochowany na Cmentarzu Wojskowym na Powązkach. Otrzymał pośmiertnie Krzyż Komandorski Orderu Odrodzenia Polski. Jest wspominany przez młodych współpracowników i kontynuatorów badań jako mistrz wymagający, ale serdecznie życzliwy i sprawiedliwy.

## Badania naukowe
Specjalnością Wincentego L. Wiśniewskiego były pasożyty występujące m.in. w organizmach ryb – tasiemce, przywry i kolcogłowy, ich cykle rozwojowe oraz ich wpływ na kształtowanie się i przekształcanie struktury ekosystemów wodnych (zob. sieć troficzna, piramida ekologiczna, demografia ekologiczna), głównie zakłócanie równowagi biocenotycznej w biocenozach jezior (zob. też rybactwo śródlądowe).
W swoim długofalowym programie naukowym prof. Wiśniewski przewidywał szczegółowe badania zbiorników wodnych reprezentujących trzy ich typy: jezioro eutroficzne – Druzno, mezotroficzne – Gołdapiwo oraz jeziora z elementami oligotroficznymi – Święcajty i Mamry Północne. Pierwszy etap kompleksowych badań parazytologicznych, które stały się modelem działań dla jego następców, zrealizowano w latach 50. XX w. Uczestniczyły w nich grupy studentów z różnych polskich uniwersytetów, dla których prof. Wiśniewski organizował – w wiejskich szkołach – skromne letnie laboratoria. Badanie jednego jeziora trwało co najmniej 2 lata. W czasie wielogodzinnych zajęć studenci poszukiwali okazów wszystkich gatunków ryb zamieszkujących jezioro. Sprawdzali, jakie pasożyty żyją w ich organizmach.
Do grona współpracowników prof. Wiśniewskiego, realizujących program po jego śmierci, należały m.in. Katarzyna Niewiadomska i Teresa Sulgostowska, które napisały w jednej z późniejszych publikacji:

…był to plan pionierskich ekologicznych badań porównawczych dotyczących krążenia pasożytów w biocenozach jezior o różnym etapie limnologicznym […] Tylko materiały zebrane na jeziorze Drużno zostały przez prof. Wiśniewskiego szczegółowo opracowane i opublikowane w 1958 roku. Materiały z innych jezior opracowane zostały tylko w pracach szczegółowych przez współpracowników: T. Sulgostowską, L. Jarecką, W. Korpaczewską, B. Grabdę-Kazubską, K. Niewiadomską, natomiast zamierzone przez prof. Wiśniewskiego podsumowanie nie zostało dokonane.

Realizując program zgromadzono i przeanalizowano m.in.: 
- zbiór 48619 skorupiaków należących do 13 gatunków Copepoda, 4 gatunków Ostracoda i kilkunastu gatunków Cladocera, znajdując m.in. 228 larw pasożytów należących do różnych gatunków (L. Jarecka),
- zbiór 285 ptaków należących do 45 gatunków, stwierdzając występowanie 43 gatunków przywr, głównie z rodzin Strigeidae i Echinostoma tidae (T. Sulgostowska, 1950, 1951, 1953),
- zbiór 347 ptaków znad jeziora Druzno, należących do 38 gatunków; 264 osobniki były zarażone tasiemcami należącymi do 22 gatunków (K. Rybicka),
- zbiory ryb, płazów i ptaków pod kątem występowania kolcogłowów; znaleziono je u 21 gatunków ryb, 3 gatunków płazów i 40 gatunków ptaków wodnych (E. Styczyńska),
- zbiory ryb, płazów i ptaków pod kątem częstości występowania różnych pasożytów; dominującym u ryb był Acanthocephalus lucii, u płazów – A. ranae, a u ptaków Filicollis anatis (K. Rybicka),
- prawie 10500 pijawek należących do 10 gatunków; stwierdzono u nich metacerkarie 5 gatunków przywr (K.A. Dobrowolski).

Wincenty L. Wiśniewski opublikował ponad 30 prac naukowych, które reprezentują np. tytuły: 
- O rodzajach rodziny Coitocaecidae (Termatoda), Tom 6 z Archiwum Towarzystwa Naukowego we Lwowie, nakł. Towarzystwa Naukowego, 1933[9],
- Zagadnienie determinowania płci, Zeszyty Problemowe „Kosmosu”, Państwowe Wydawnictwo Naukowe, 1956[10]
- Characterization of the parasitofauna of an eutrophic lake [Parasitofauna of the biocoenosis of Drużno Lake–part I, Acta Parasitologica Polonica VI, 1: 1–64, 1958[8].

W Acta Parasitologica Polonica opublikowano też serię artykułów autorstwa członków grupy badawczej.